# Stranger in the Alps
| Совокупная оценка    | Совокупная оценка |
| Источник             | Оценка            |
| -------------------- | ----------------- |
| AnyDecentMusic?      | 7.8/10            |
| Metacritic           | 82/100            |
| Оценки критиков      |                   |
| Источник             | Оценка            |
| AllMusic             | [ 4 ]             |
| The A.V. Club        | A                 |
| Consequence of Sound | A−                |
| Exclaim!             | 9/10              |
| The Irish Times      | [ 8 ]             |
| Mojo                 | [ 9 ]             |
| NME                  | [ 10 ]            |
| Pitchfork            | 7.0/10            |
| Q                    | [ 12 ]            |
| Uncut                | 6/10              |

Stranger in the Alps  (с англ. — «Незнакомец в Альпах») — дебютный студийный альбом американской инди-фолк-рок певицы Фиби Бриджерс, вышедший 22 сентября 2017 года на лейбле Dead Oceans. Продюсерами были Tony Berg, Ethan Gruska.

## Об альбоме
Название альбома — отсылка к отредактированной для телевидения версии фильма «Большой Лебовски». В оригинальной неотредактированной версии Уолтер Собчак (Джон Гудман) говорит: «Вы видите, что происходит, когда вы трахаете незнакомца в задницу?»; однако в версии, отредактированной для телевидения, строка заменена на «Вы видите, что происходит, когда вы находите незнакомца в Альпах?».

## Отзывы
Альбом получил положительные отзывы музыкальной критики и интернет-изданий. Он получил 82 из 100 баллов на интернет-агрегаторе Metacritic.

## Список композиций
| №                   | Название                                        | Автор(ы)                        | Длительность |
| ------------------- | ----------------------------------------------- | ------------------------------- | ------------ |
| 1.                  | «Smoke Signals»                                 | Phoebe Bridgers Marshall Vore   | 5:24         |
| 2.                  | «Motion Sickness»                               | Bridgers Vore                   | 3:49         |
| 3.                  | «Funeral»                                       | Bridgers                        | 3:52         |
| 4.                  | «Demi Moore»                                    | Bridgers Vore Harrison Whitford | 3:18         |
| 5.                  | «Scott Street»                                  | Bridgers Vore                   | 5:05         |
| 6.                  | «Killer»                                        | Bridgers                        | 3:09         |
| 7.                  | «Georgia»                                       | Bridgers                        | 4:07         |
| 8.                  | «Chelsea»                                       | Bridgers                        | 4:42         |
| 9.                  | «Would You Rather» (при участии Конора Оберста) | Bridgers Vore Tony Berg         | 3:19         |
| 10.                 | «You Missed My Heart»                           | Mark Kozelek Jimmy LaValle      | 6:57         |
| 11.                 | «Smoke Signals (Reprise)»                       | Bridgers Vore                   | 0:33         |
| Общая длительность: | Общая длительность:                             | Общая длительность:             | 44:15        |

| №                   | Название                 | Автор(ы)            | Длительность |
| ------------------- | ------------------------ | ------------------- | ------------ |
| 12.                 | «It'll All Work Out»     | Том Петти           | 2:46         |
| 13.                 | «Motion Sickness (Demo)» | Bridgers Vore       | 4:24         |
| Общая длительность: | Общая длительность:      | Общая длительность: | 51:25        |

## Позиции в чартах
| Чарт (2017—2022)                            | Высшая позиция |
| ------------------------------------------- | -------------- |
| Шотландия (Scottish Albums Chart)           | 97             |
| Великобритания (UK Digital Albums Chart)    | 84             |
| Великобритания (UK Independent Albums, OCC) | 23             |
| США (Billboard 200)                         | 82             |
| США (Billboard Top Heatseekers Albums)      | 13             |
| США (Billboard Top Alternative Albums)      | 6              |
| США (Billboard Independent Albums)          | 13             |
| США (Billboard Top Rock Albums)             | 10             |
| США (Billboard Folk Albums)                 | 4              |

## Сертификации
| Регион                                                                      | Сертификация | Продажи |
| --------------------------------------------------------------------------- | ------------ | ------- |
| Великобритания (BPI)                                                        | Серебряный   | 60 000  |
| Данные о продажах + прослушиваниях приведены только на основе сертификации. |              |         |